# Frohe Zukunft
Die Frohe Zukunft ist ein Stadtviertel im Stadtbezirk Nord von Halle (Saale) in Sachsen-Anhalt, Deutschland. Innerhalb der Stadt gehört sie zum Stadtbezirk Nord. Im Jahr 2020 hatte die Frohe Zukunft 3188 Einwohner.

## Geographie
Die Frohe Zukunft erstreckt sich auf beiden Seiten der Dessauer Straße, die Halle mit Zörbig verbindet. Im Süden ist das Viertel mit großen Mehrfamilienhäusern aus dem zwanzigsten Jahrhundert bebaut, dagegen dominieren im Norden und im Osten kleinere Ein- und Mehrfamilienhäuser. Von der aus dem Viertel Am Wasserturm/Thaerviertel kommenden, nordöstlich-südwestlich verlaufenden Dessauer Straße zweigen mehrere kleinere Straßen ab, hier genannt sind der Landrain nach Westen, der ins gleichnamige Viertel führt, sowie die Helmut-Just-Straße, die ebenfalls westlich nach Trotha und in die Gottfried-Keller-Siedlung verläuft. In Richtung Osten verbindet eine Straße die Frohe Zukunft mit den dorfähnlichen Stadtteilen Mötzlich und Tornau.
In mehreren Richtungen liegen große Kleingartenanlagen. Im Norden gibt es das Gewässer des Großen Posthornteiches, an das sich in Richtung Osten mehrere kleine Teiche anschließen. Östlich des Viertels liegt die Rhyolith-Kuppe des Goldberges.
Im Norden des Viertels befindet sich eine Außenstelle der JVA Halle, die bis 2022 ausgebaut werden soll.
Westlich des Stadtviertels befindet sich der Gertraudenfriedhof, begrenzt von der Dessauer Straße und dem Bergschenkenweg.

## Geschichte
Im Norden des Stadtviertels lag im Mittelalter das Dorf Hordorf, das jedoch ab der Mitte des 15. Jahrhunderts wieder verlassen wurde.
Ab der Mitte des 19. Jahrhunderts baute man in der Gegend Braunkohle ab, so hier in der Grube Frohe Zukunft, nach der später das Stadtviertel benannt werden sollte.
Im Ersten Weltkrieg wurde ein Militärflughafen im Gebiet des Stadtviertels angelegt. Im Jahr 1934 siedelte man auch die sog. Siebel Flugzeugwerke an der Dessauer Straße an. Für deren Angestellte baute man dann innerhalb weniger Jahre eine Siedlung. Wegen der nicht gesicherten Stabilität des Bodens aufgrund des Bergbaus und wegen des angrenzenden Flughafens wurden die Gebäude jedoch nicht zu hoch gebaut. Im Jahre 1938 wurde die Heilandskirche errichtet, die im Krieg zwar beschädigt, jedoch später wieder aufgebaut wurde.

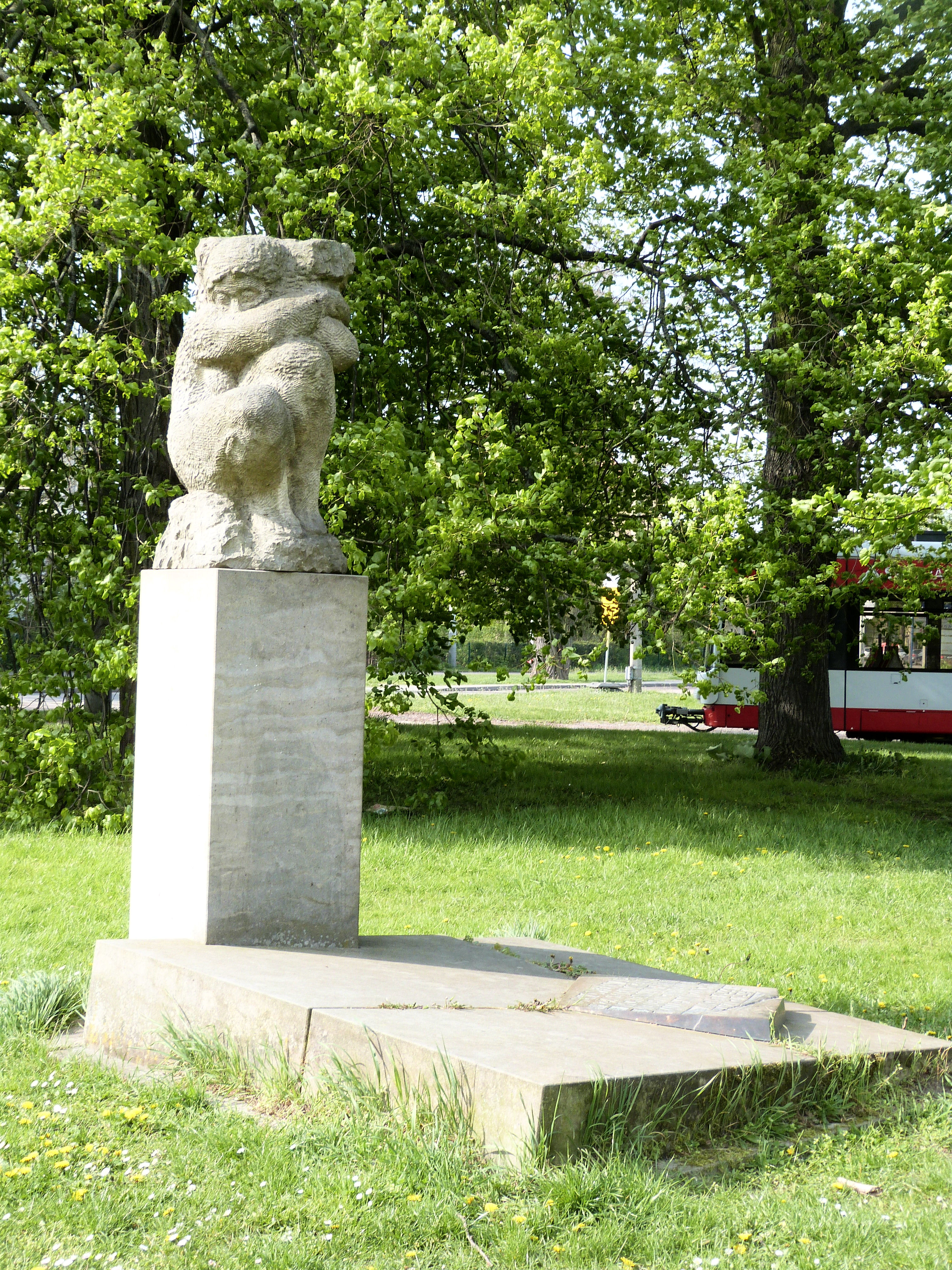
Skulptur zum Gedenken an die Zwangsarbeiter

Im Zweiten Weltkrieg befand sich am Goldberg im benachbarten Mötzlich das KZ-Außenlager Birkhahn, in dem bis zu 1025 Häftlinge, die zur Zwangsarbeit in den Siebel Flugzeugwerken herangezogen wurden, interniert waren. Heute erinnert eine Skulptur mit Gedenktafel unweit der Straßenbahn-Endhaltestelle „Frohe Zukunft“, geschaffen vom halleschen Bildhauer Bernd Kleffel, an das Schicksal der Häftlinge. 
Nach dem Zweiten Weltkrieg wurden die Siebel Flugzeugwerke demontiert und gesprengt. Stark verändert, aber gut erhalten ist noch das ehemalige Siebel-Verwaltungsgebäude Dessauer Straße 70, das heute vom Landesverwaltungsamt Sachsen-Anhalt genutzt wird. Ein weiteres Relikt ist die Wartehalle an der Endhaltestelle der heutigen Linie 1 der Halleschen Straßenbahn.
Im Jahr 1958 wurde dann auch der Bergbau eingestellt.
In der Zeit der DDR wurden im Süden des Stadtviertels mehrgeschossige Blöcke gebaut.

## Verkehr
Das Stadtviertel wird erschlossen von der Straßenbahnlinie 1 der Halleschen Verkehrs-AG, die an der Haltestelle Frohe Zukunft endet. Diese verbindet die Frohe Zukunft direkt mit der Altstadt. Des Weiteren gibt es die Buslinie 25, die den Norden des Stadtviertels mit den angrenzenden Vierteln bis nach Tornau und Seeben verbindet. Über die Bundesstraße 100, die das Viertel im Süden tangiert, kann man zu den Autobahnen 14 und 9  gelangen. Die Dessauer Straße führt nach Norden ebenfalls zu einer Auffahrt der A14.